# Svätý Anton
Svätý Anton (allemand : Sankt Anton, hongrois : Szentantal) , est un village de Slovaquie situé dans la région de Banská Bystrica.

## Histoire
Première mention écrite du village en 1266.

## Démographie

### Évolution de la population
| Année:               | 1994. | 2004.   | 2014.   | 2024.   |
| -------------------- | ----- | ------- | ------- | ------- |
| Nombre de personnes: | 1126  | 1187    | 1218    | 1284    |
| Différence:          |       | +5,41 % | +2,61 % | +5,41 % |

| Année:               | 2023. | 2024. |
| -------------------- | ----- | ----- |
| Nombre de personnes: | 1284  | 1284  |
| Différence:          |       | +0 %  |